# الدوري الإنجليزي الممتاز للسيدات 2012
الدوري الإنجليزي الممتاز للسيدات 2012 (بالإنجليزية: 2012 FA WSL)‏ هو الموسم 2 من الدوري الإنجليزي الممتاز للسيدات. أقيم خلال الفترة 8 أبريل 2012 وحتى 7 أكتوبر 2012، وأشرف على تنظيمه الاتحاد الإنجليزي لكرة القدم، وكان عدد الأندية المشاركة فيه 8، وفاز فيه نادي أرسنال للسيدات.